# Luwuk (Kejayan)
Luwuk is een bestuurslaag in het regentschap Pasuruan van de provincie Oost-Java, Indonesië. Luwuk telt 1854 inwoners (volkstelling 2010).